# Siphocampylus benthamianus
Siphocampylus benthamianus är en klockväxtart som beskrevs av Wilhelm Gerhard Walpers. Siphocampylus benthamianus ingår i släktet Siphocampylus och familjen klockväxter.
Artens utbredningsområde är Colombia. Inga underarter finns listade i Catalogue of Life.